# Hameln (album In Extremo)
Hameln – drugi album studyjny zespołu In Extremo. Wydawnictwo ukazało się w marcu 1998 roku nakładem EFA. 

## Spis utworów
1. Reth 	01:28
2. Quint Je Sui Mis Au Retour 	02:50
3. Stella Splendens 	03:50
4. Vor vollen Schüsseln 	03:37
5. Traubentritt 	03:54
6. Two Søstra / Harpa 	02:40
7. Reth 	00:34
8. Estampie 	01:40
9. Dödet 	03:25
10. Französisch 	02:25
11. Reth / Tierliebe 	01:41
12. Wie kann ich das Herz meiner Liebsten gewinnen 	02:16
13. Hameln 	05:04
14. Merseburger Zaubersprüche 	02:14
15. Lyte 	04:49
16. Bonus für Insider 	00:47